# Memorial de Guerra Soviètic (Parc Treptower)
El Monument Commemoratiu als Soldats Soviètics del Parc de Treptow (també anomenat Monument de Treptow) és un monument commemoratiu instal·lat al parc Treptower del districte Treptow-Köpenick de Berlín. Finalitzat al maig de 1949, l'estructura va ser construïda per les forces d'ocupació soviètiques a la Segona Guerra Mundial en honor els soldats de l'Exèrcit Roig caiguts en la lluita per derrotar l'Alemanya Nazi.

## Monuments soviètics a Berlín
Després de la Segona Guerra Mundial, l'Exèrcit Roig bastí tres monuments de la guerra a la ciutat de Berlín en commemoració als soldats morts, especialment els aproximadament 80.000 soldats soviètics que van morir durant la conquesta de la capital alemanya. Aquests monuments no són només monuments a la victòria soviètica sobre l'Alemanya Nazi, sinó també cementiris militars i, per tant, sepulcres de soldats soviètics a Alemanya. El monument del parc de Treptow és el principal, però existeixen d'altres monuments commemoratius, com el monument commemoratiu soviètic de Heide Schönholzer i el Memorial de Guerra Soviètic al parc del Tiergarten, prop de l'edifici del Reichstag.

## Història del monument
Per tal d'escollir el disseny del monument, les forces soviètiques d'ocupació a Berlín van realitzar un concurs i van estudiar diverses propostes. Des de juliol de 1946 almenys 52 dissenyadors presentaren un projecte. S'escollí una proposta de creació col·lectiva, presentada per l'arquitecte Iakov Belopolskiel, l'escultor Ievgeni Vutxetitx, el pintor Aleksandr Gorpenko i l'enginyer Sarra Valeri. El monument va ser construït en un gran camp esportiu. Es va acabar el 1949.
A la inauguració del monument, el 8 de maig de 1949, quart aniversari del final de la guerra, Otto Grotewohl, un dels presidents del Partit Socialista Unificat d'Alemanya (SED) i posteriorment primer ministre, fundà aquell any la República Democràtica Alemanya i, com a cap de la delegació alemanya, va dir a la fi del seu discurs dient:
| « | Donem les gràcies al gloriós Exèrcit Soviètic, que ens ha alliberat del flagell de la humanitat, el feixisme. La promesa de milions de proletaris és en aquest moment la lluita per la democràcia, la pau i el socialisme. | » |

El 1985, durant les celebracions del 40è aniversari del final de la guerra, els representants del moviment de la joventut de la RDA organitzaren una processó de torxes en commemoració als soldats enterrats al Parc Treptower. Encara actualment l'estat organitza una celebració militar per la retirada de les tropes russes de la RDA que se celebra en aquest moment. Després d'una celebració feta el 31 d'agost de 1994, la policia, 1.000 soldats russos i 600 alemanys assistiren a una commemoració conjunta pels soldats morts, dipositant-se una corona en memòria dels soldats, i acompanyada de breus discursos del Canceller Helmut Kohl i del President Borís Ieltsin.

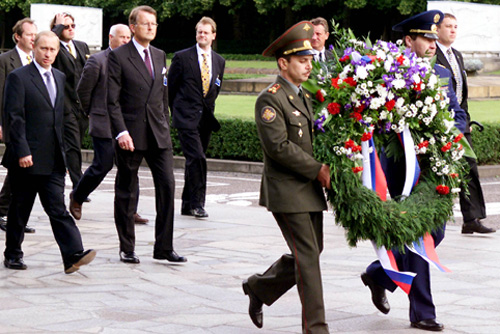
El President rus Vladímir Putin dipositant una corona de flors al Monument, 16 de juny del 2001

Anualment, cada 8 de maig s'hi celebra una trobada commemorativa amb ofrenes florals als caiguts, organitzada per la Lliga Antifeixista. Es celebra l'anoment «Dia de l'Alliberament», de la mateixa manera que la nit del 8 al 9 de maig de 1945, quan se signà a Karlshorst (Berlín) la rendició incondicional alemanya.
A l'octubre de 2003, l'estàtua va ser enviada en barca a l'illa Rügen per ser restaurada en un taller especialitzat. Va tornar al socle del seu lloc original a Berlín el 4 de maig del 2004. La restauració del conjunt va costar uns cinc milions d'euros.

### Importància històrica
El monument va ser una imatge present a la vida quotidiana de la República Democràtica Alemanya. El primer segell filatèlic amb valor d'un marc tenia ina imatge de l'Alliberador Soviètic. Amb ocasió del 40è aniversari del final de la guerra s'emeté un nou segell commemoratiu. A la Unió Soviètica, el monument va ser representat a la moneda d'un ruble, amb la inscripció ПОБЕАД НАД ФАШИСТСКОЙ ГЕРМАНИЕЙ Pobieda Nad Fastxistskoi Germaniei (La Victòria sobre l'Alemanya Nazi'). El monument també apareixia a l'anvers de la Medalla del 20è Aniversari de la Victòria en la Gran Guerra Patriòtica, emesa el 1967.
Els monuments de guerra soviètics van ser, de fet, un punt de gran importància en la negociació del Tractat dos més quatre per part russa per a la reunificació alemanya. La República Federal es va comprometre a garantir la continuïtat dels seus pressupostos per mantenir-los i reparar-los indefinidament. Qualsevol canvi als monuments necessita l'aprovació de la Federació Russa.
També hi ha veus crítiques sobre el monument. Entre d'altres, hi ha crítiques contra les cites de Stalin. La Unió Demòcrata Cristiana (CDU) va demanar a l'Assemblea Municipal de Treptow-Köpenick d'eliminar d'aquests textos; però la sol·licitud va ser desestimada. Algunes de les cites han estat víctimes d'actes de vandalisme.

## El monument
S'accedeix al monument de Treptower, procedent de l'avinguda Puschkinallee, a través d'un arc de triomf de granit gris. A l'arc hi ha una inscripció que diu Honora als soldats que van morir per la llibertat i la independència de la Pàtria Socialista. Més enllà hi ha un altre monument, una estàtua de tres metres d'alt d'una dona, simbolitzant la Pàtria, que plora per la pèrdua dels seus fills. Des d'allà es pot veure el camí per arribar al monument principal.
Una àmplia avinguda, amb salzes als costats del camí, porta a l'eix principal de la instal·lació. Està marcat per dos grans banderes estilitzades en granit vermell, inclinades a ambdós costats del camí . Es va construir amb marbre extret de la Cancelleria del Reich. Al capdamunt d'aquestes dues estructures hi ha un soldat de bronze, armat amb una metralladora i amb el casc a la mà. El soldat de la dreta és més jove que el de l'esquerra.
A poques passes es troba el cementiri simbòlic, que és el centre de la planta. Cobert de gespa i amb petits arbustos plantats per les tombes; són cinc blocs quadrats, cadascun amb una corona de llorer de bronze. La tomba real es troba als dos costats dels blocs, sota els arbres i sota el monticle.

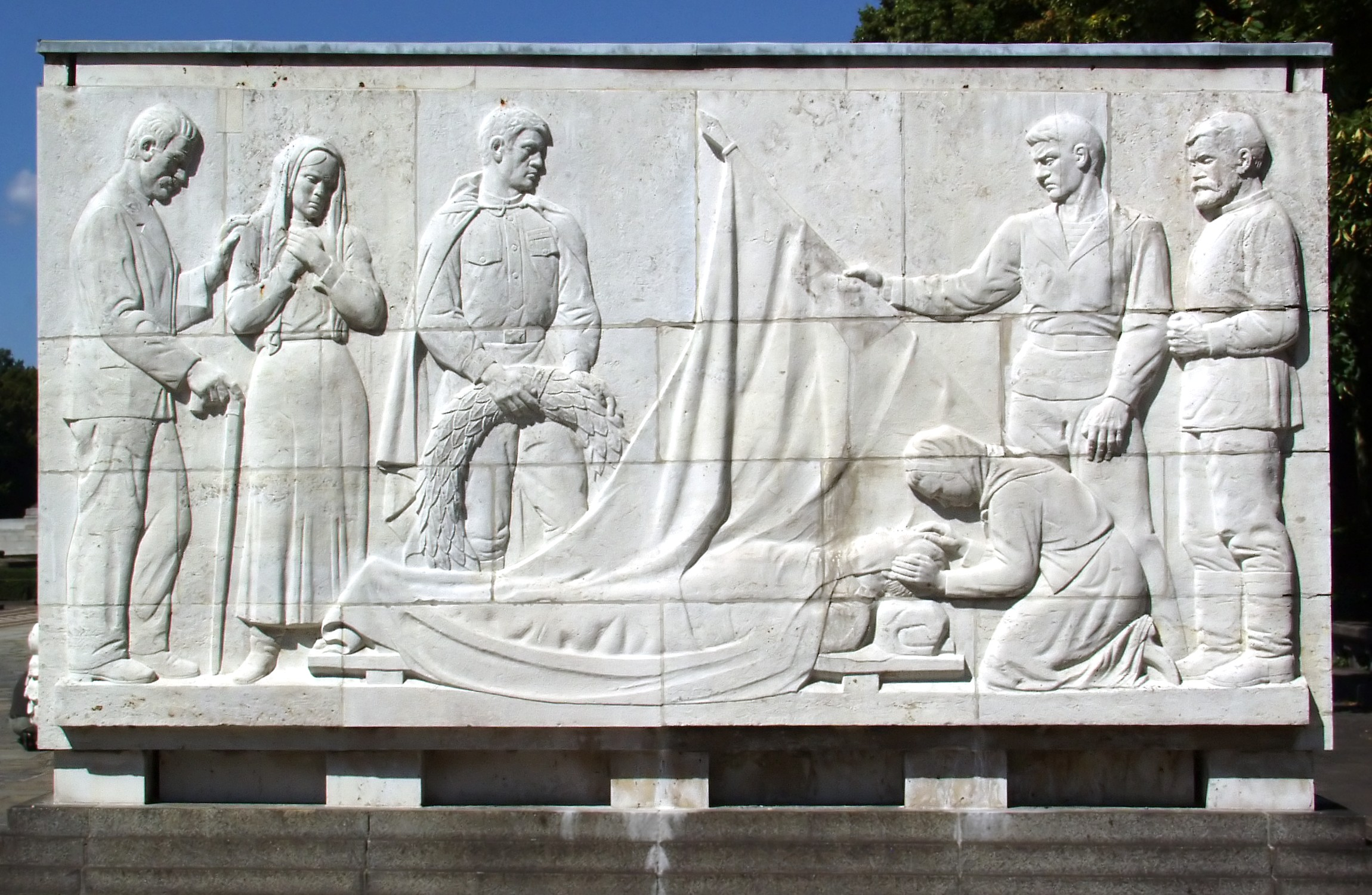
Vuitè sarcòfag a la zona nord. Tema: "Heroisme"

L'àrea està envoltada per 16 sarcòfags de marbre blanc, distribuïts per la vora exterior del camp, simbolitzant cadascuna de les setze repúbliques soviètiques (també inclou l'RSS Carelo-Finlandesa). Ambdós costats hi ha relleus esculpits de la història de la Gran Guerra Patriòtica, la gran contribució dels pobles soviètics, i a la part lateral de cara a la part cèntrica hi ha cites de Stalin escrites en rus a l'esquerra (orientades cap al nord) i en alemany (orientades cap al sud). Cadascun dels sarcòfags fa referència temes molt específics: l'atac alemany, la destrucció i el patiment causats a la Unió Soviètica, el sacrifici i la renúncia del poble soviètic, el seu suport a l'exèrcit, l'heroisme, la lluita heroica de l'Exèrcit Roig, el sacrifici i el patiment dels soldats, la victòria i la mort heroica. Els dos darrers sarcòfags, dedicats a la mort heroica, són a una línia que limita amb el monticle artificial, on hi ha la base cònica amb l'escultura monumental de «L'Alliberador Soviètic», d'Ievgeni Vutxetitx, que domina l'horitzó del monument.

### Composició de l'escultura principal
La figura representa un soldat que protegeix amb la mà esquerra una nena i amb la dreta sosté una espasa que simbolitza la victòria, espasa que descansa sobre una esvàstica nazi destruïda sota les seves botes. L'escultura té 12 metres d'alçada i pesa 70 tones. L'estàtua és damunt d'un pavelló al cim del turó. La cúpula del pavelló està coberta d'un mosaic amb una inscripció en rus i alemany (amb errors de traducció). Aquest mosaic va ser un dels primers contractes importants al període de postguerra per a l'empresa August Wagner, un taller combinat de mosaics i vidrieres de Berlín. A la part superior del pedestal hi ha l'Orde de la Victòria.
El turó representa un kurgan, un sepulcre eslau medieval (la cultura kurgan va ser emprada amb freqüència als monuments soviètics a Odessa, Donetsk, Smolensk, Kíev, Minsk i Stalingrad). El parc Treptower és als turons, i l'estàtua amb la cúpula fa 30 metres i és l'estructura més alta de tot el monument i ocupa deu hectàrees del terreny.
L'escultor va tenir diverses entrevistes, com la de la revista Berliner Zeitung, del 14 de setembre de 1966, on subratllava que la representació del soldat amb la nena rescatada tenia un significat simbòlic i no feia pas al·lusió a un fet concret. El model del soldat va ser el soldat Ivan Odartstxenko; encara que es creu que Vutxetitx s'inspirà en la història del sergent Nikolai Ivànovitx Masalov, que el 30 d'abril de 1945, durant l'assalt a la Cancelleria del Reich, rescatà una nena perduda que vagava prop del pont de la Potsdamer Platz i la portà a un lloc segur; fet que va tenir gran ressò a la RDA. En honor seu es posà una placa commemorativa al pont del canal Landwehr. Malgrat que hi ha que pensa que aquest fet es tractà només de propaganda soviètica, existeixen documents oficials que permeten sustentar almenys cinc casos de soldats soviètics que rescataren nens alemanys i els lliuraren a orfenats durant la batalla de Berlín. Una altra versió diu que el monument s'inspira en l'heroisme del soldat soviètic i extreballador de la planta de ràdio de Minsk T.A. Lukjanowitstx, que pagà amb la seva vida el rescat d'una criatura a Berlín.
Al complex reposen les despulles de més de set mil soldats de tots els pobles de l'antiga Unió Soviética. Des de l'Annexió de Crimea a la Federació de Rússia el 2014, el monument sovint va esdevenir el teatre de manifestacions i grups musicals d'extrema dreta russa. L'Ucraïna commemora el caiguts a la guerra —hi ha soldats urcraïnesos sebollits– a un altre moment. L'abril 2022 el monument va ser pintat en vermell amb eslogans «Putin=Stalin» i «Ukranian Blood on Russian Hands».

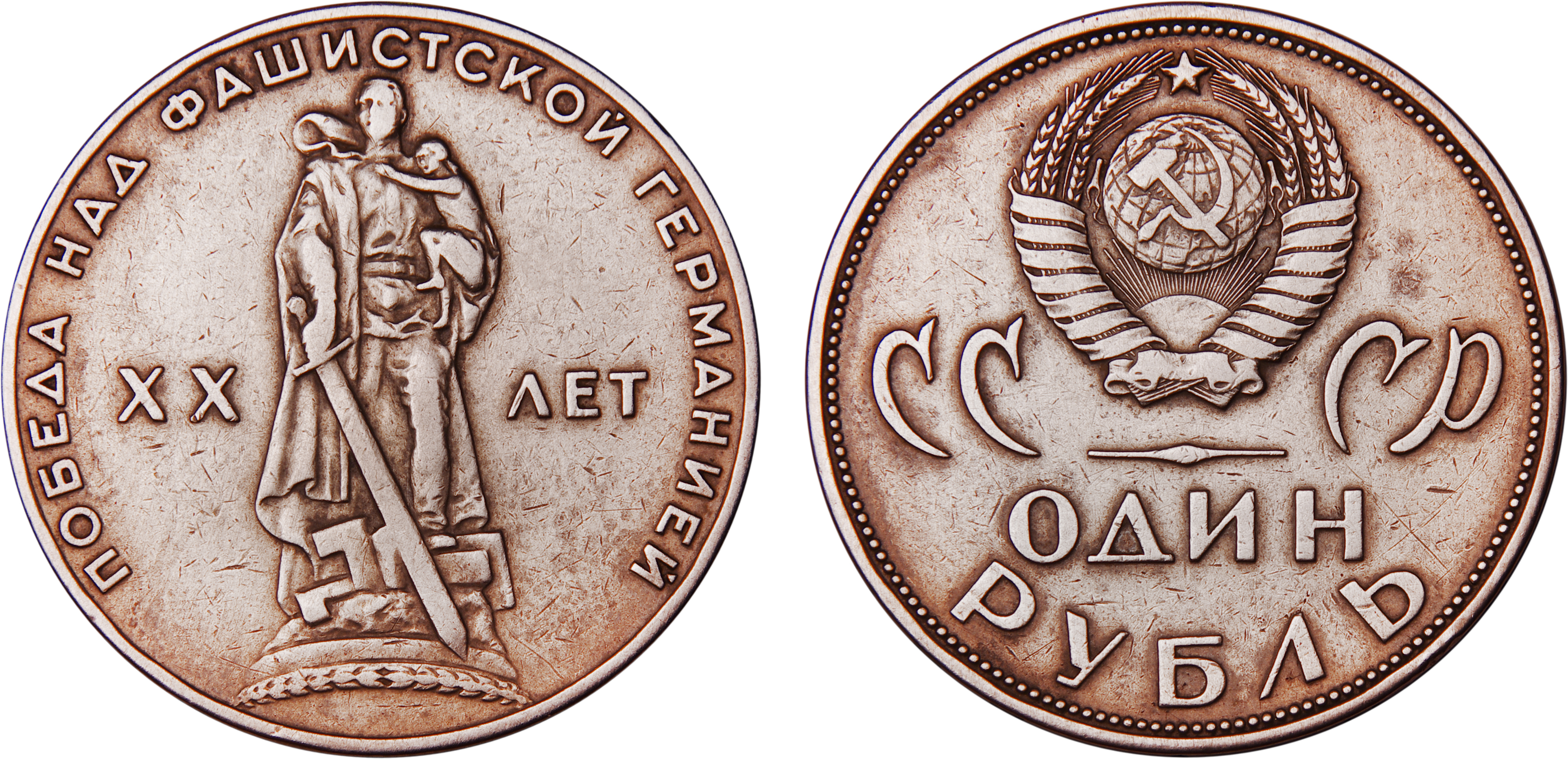
Moneda d'un ruble, emesa el 1965.
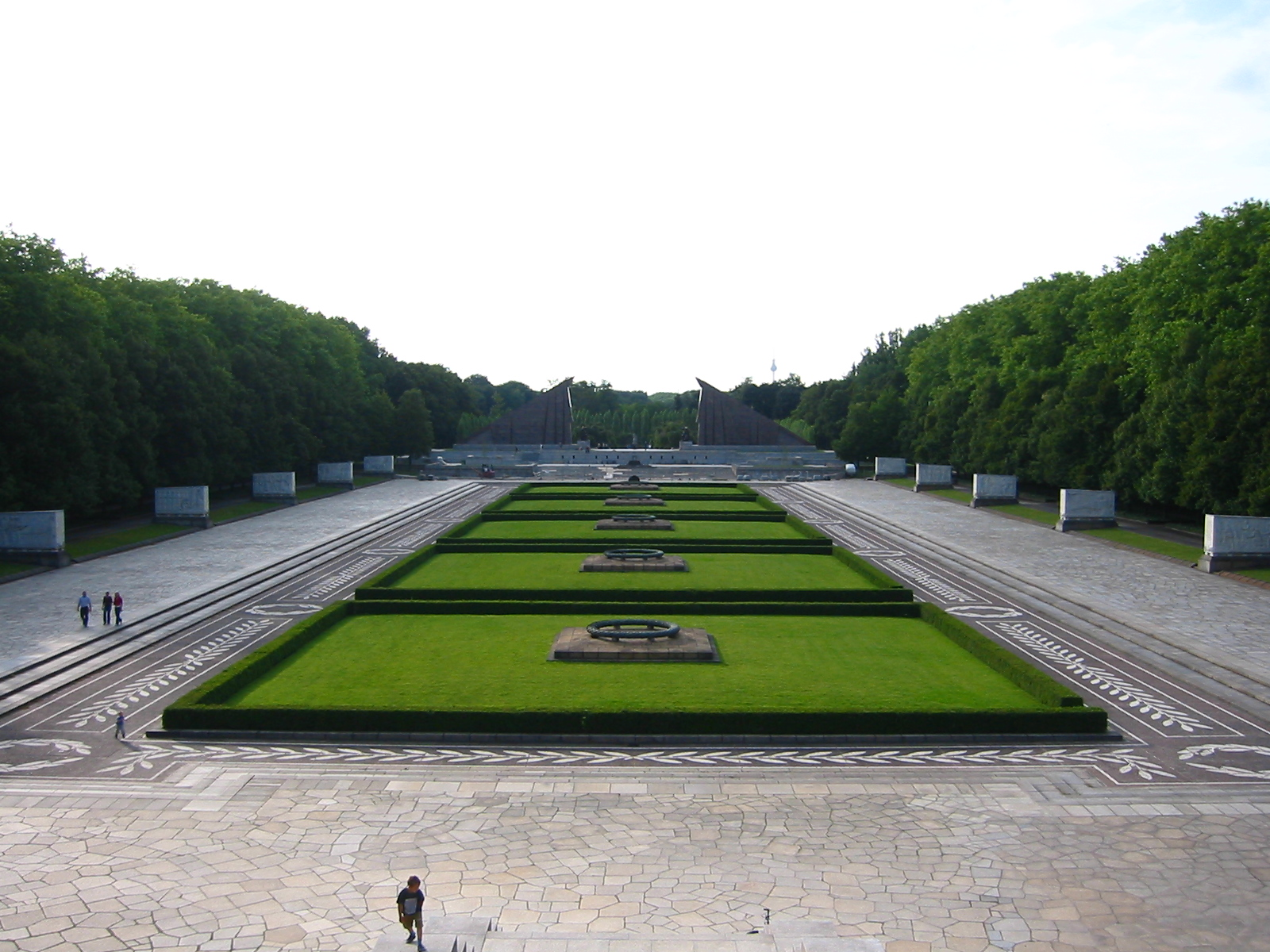
Vista general des del turó
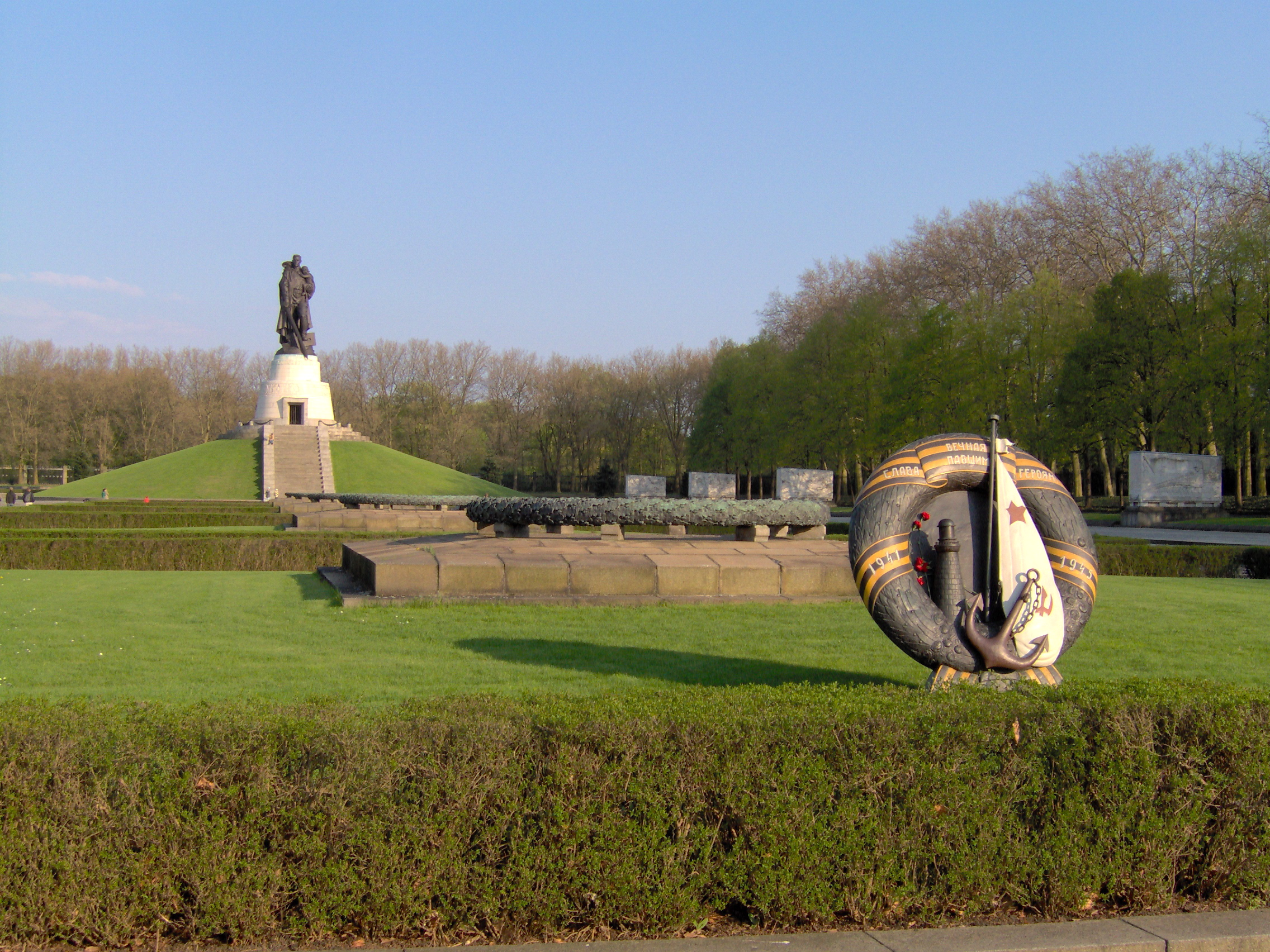
La zona interior està flanquejada per monuments de pedra, amb quatre garlandes simbòliques en bronze
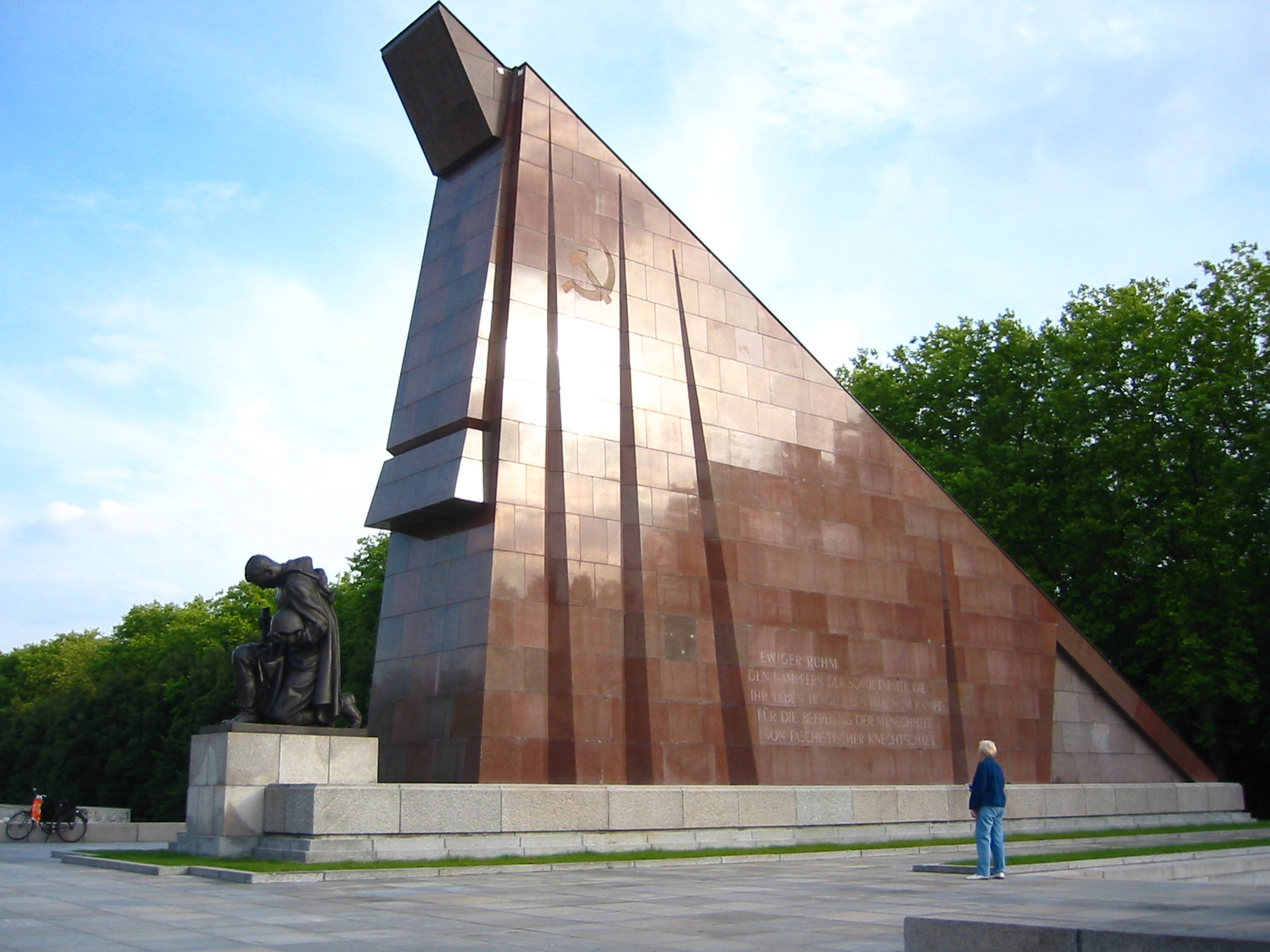
Un dels costats del portal, dissenyat com una estilitzada bandera soviètica
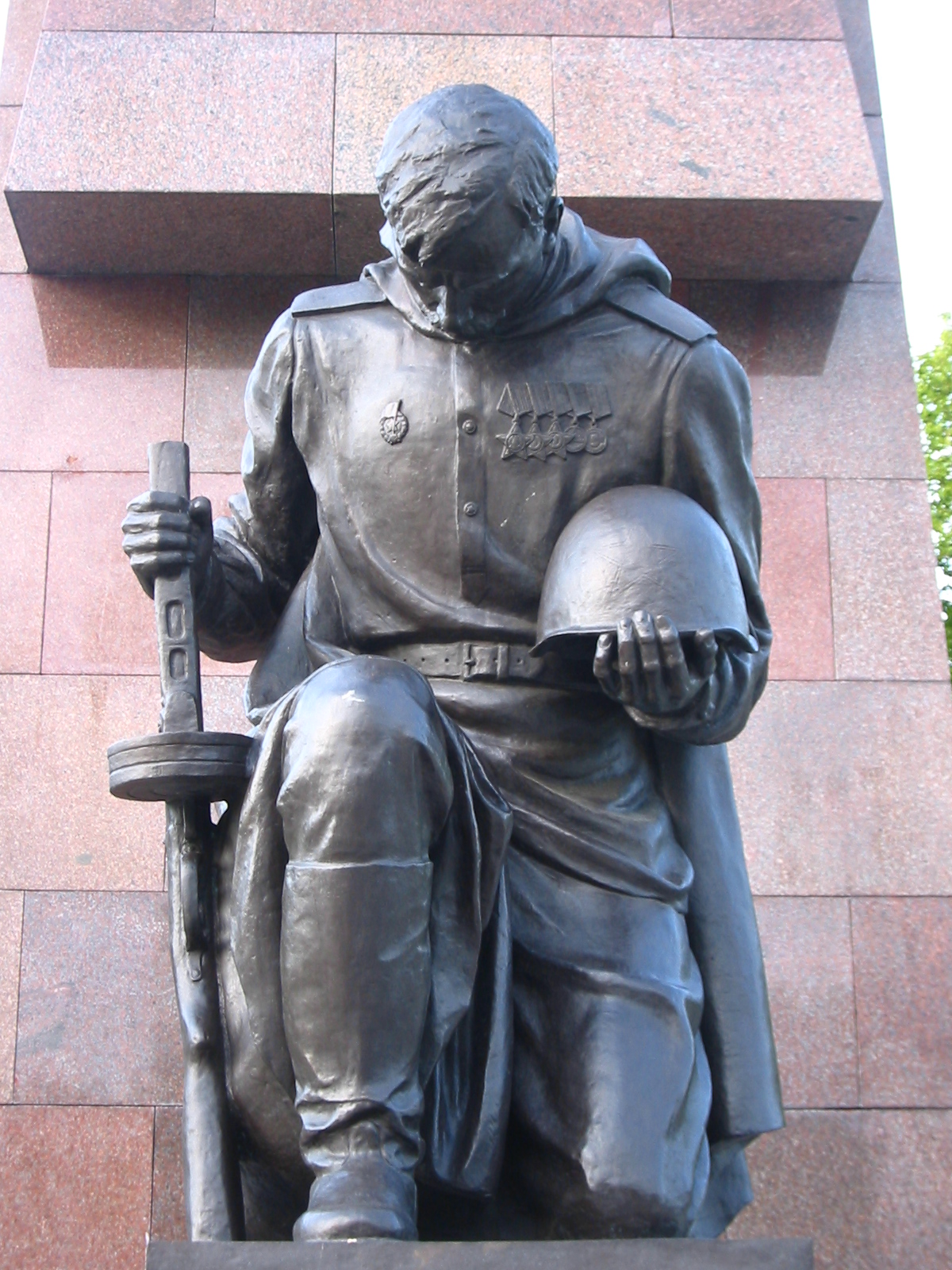
Una de les estàtues dels soldats de genolls
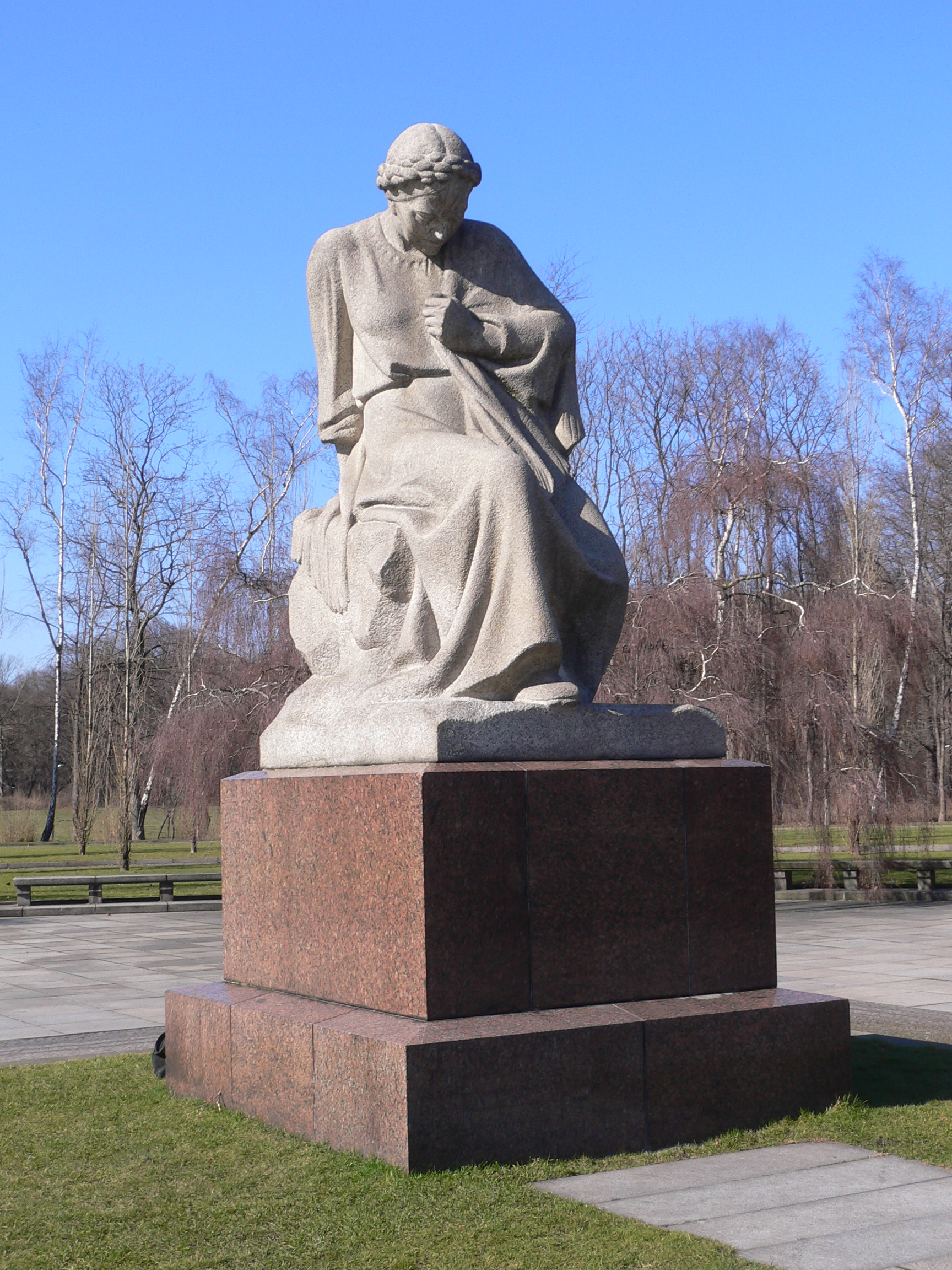
Estàtua de la Mare Pàtria
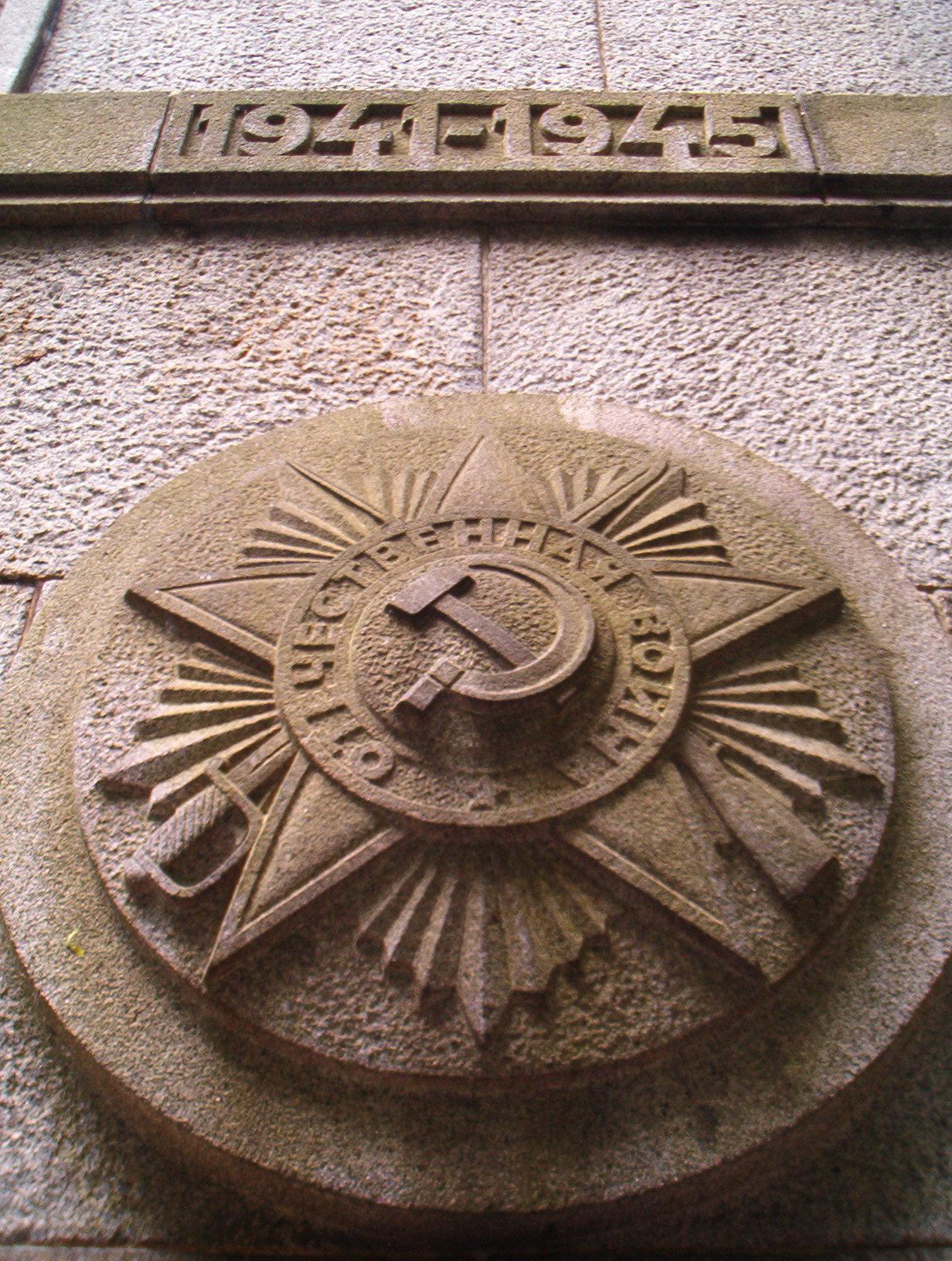
Medalló a l'entrada
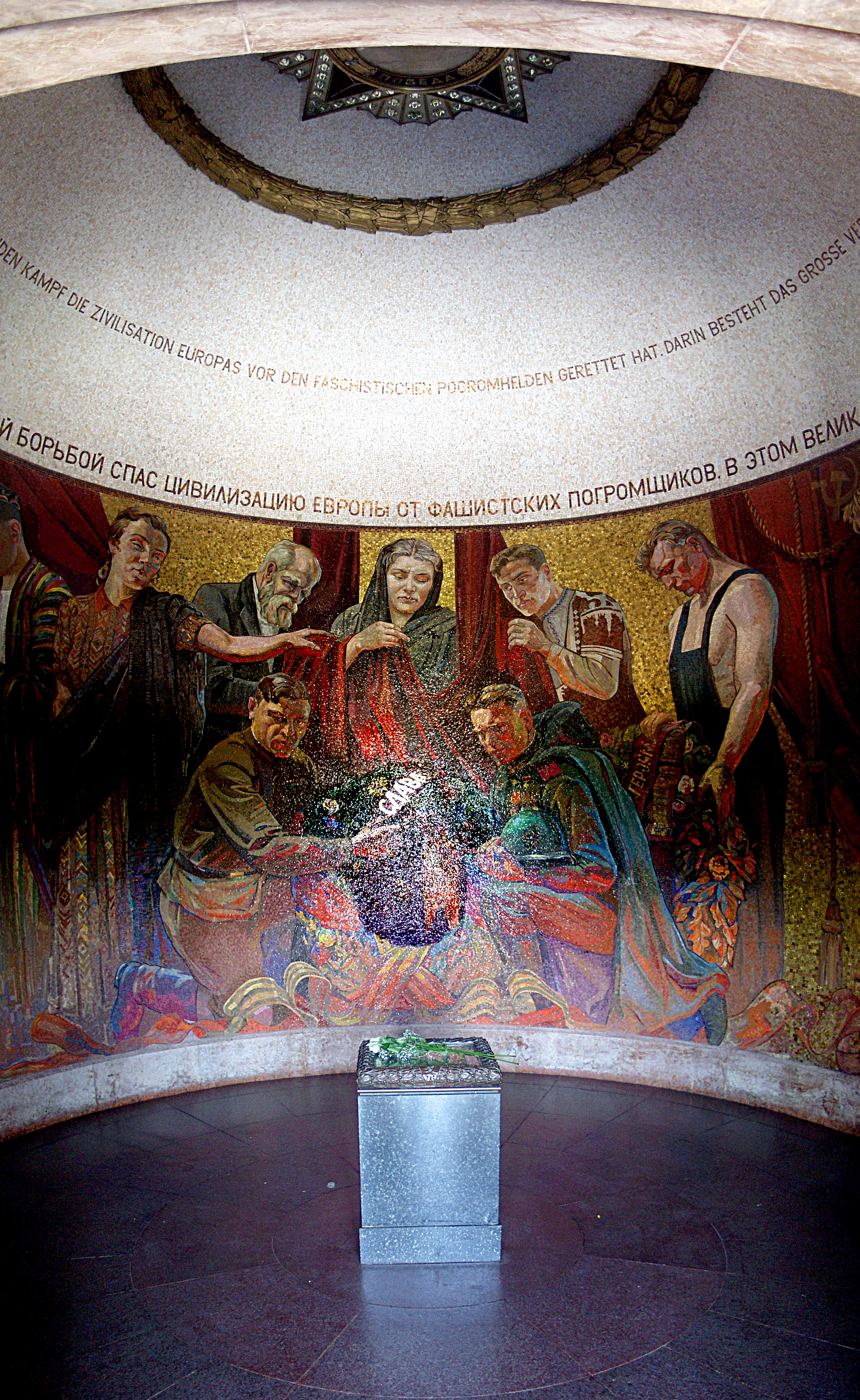
El mosaic del pedestal